# Ежево (Моркиногорское сельское поселение)
Ежево — деревня в Бежецком районе Тверской области. Входит в состав Моркиногорского сельского поселения.

## География
Находится в восточной части Тверской области на расстоянии приблизительно 30 км по прямой на юг-юго-запад от районного центра города Бежецк.

## История
Деревня была отмечена еще на карте Менде (состояние местности на 1848 год). В 1859 году здесь (деревня Бежецкого уезда Тверской губернии) было учтено 10 дворов, в 1978 — 11.

## Население
Численность населения: 97 человек (1859 год), 7 (русские 100 %) в 2002 году, 1 в 2010.